# Кароси
Кароси (яп. 過労死 каро:си) — японский термин, означающий смерть от переработки. Основные медицинские причины кароси — инфаркт и инсульт на фоне стресса, переутомления и недоедания. Япония — одна из немногих стран, в которой собирается специальная статистика по кароси. Кроме Японии, это явление также широко распространено и в других странах Восточной Азии.

## История
Первый случай кароси был зафиксирован в 1969 году, когда умер от инфаркта 29-летний работник отдела доставки крупнейшей японской газетной компании. Сам термин был придуман в 1978 году для обозначения растущего числа людей, страдающих от смертельных инсультов и сердечных приступов, вызванных переутомлением. Книга по этому вопросу в 1982 году ввела этот термин в общественное пользование. Но он не считался таковым вплоть до 1980-х годов, когда во время японского финансового пузыря несколько руководителей бизнеса высокого ранга в полном расцвете сил и без признаков заболеваний внезапно умерли. Медиа объявили о возникновении нового феномена. Его быстро назвали «кароси» и в нём увидели новую и серьёзную угрозу для людей работоспособного возраста. В 1987 году с ростом давления общественности Министерство здравоохранения, труда и благосостояния Японии начало публиковать статистику по кароси. В 1988 году Обследование рабочей силы показало, что почти четверть работающих мужчин работали более 60 часов в неделю, что на 50 % больше, чем типичный 40-часовой рабочий график в неделю. Понимая серьёзность и широко распространённую природу этой возникающей проблемы, группа юристов и врачей создала «горячие линии кароси», которые доступны на национальном уровне, чтобы помочь тем, кто обращается за консультацией по вопросам, связанным с кароси. По официальным данным, в 2001 году было зафиксировано рекордное число жертв кароси — 143. Кароси стала причиной смерти премьер-министра Японии Кэйдзо Обути в 2000 году, который за 20 месяцев пребывания на своём посту имел всего три выходных дня и трудился не меньше чем 12 часов в сутки.
Рост японской экономики от упадка во время Второй мировой войны и до процветания в послевоенные декады рассматривается как один из пусковых механизмов явления, названного новой эпидемией. Стало очевидным, что рабочие не могут работать по 12 и больше часов 6 или 7 дней в неделю год за годом без моральных и физических последствий. Часто это не оплачивается.

## Горячая линия кароси
В отчёте 1988 года, опубликованном сетью «горячей линии кароси», большинство клиентов, которые консультировались, были не работниками, а жёнами работников, чьи мужья либо умерли из-за кароси, либо подвергались такому риску. Это указывало на то, что те, кто испытывал стресс из-за работы, либо не понимали, что причиной было переутомление, либо находились под социальным давлением, чтобы не выражать это явно, обращаясь за помощью.
Горячая линия кароси получила наибольшее количество звонков, когда была впервые установлена в 1988 году. С 1988 по 1990 год было получено 1806 звонков. В период с 1990 по 2007 год количество звонков, принимаемых за год, уменьшалось, но в среднем поддерживалось 400 звонков в год.

## Влияние на общество
В некоторых случаях было доказано, что фирмы знали о плохом здоровье сотрудников.
В Японии увеличивается количество судебных процессов в связи со смертью от переработки, когда родственники умершего требуют выплаты компенсации. Но так как для назначения компенсации требуется доказать, что смерть была связана с работой, то детальное изучение всех связанных со смертью обстоятельств может длиться годами. В связи с этим многие отказываются от требований выплат.
Ситуация со сверхурочной работой сильно влияет на семью. Более 80 % японских женщин хотят, чтобы их мужья проводили больше времени с детьми, в то время как молодые мужчины часто приходят домой не раньше 23 часов. Даже если они приходят домой раньше, их маленькие дети всё равно уже спят. Каждый пятый японец-мужчина в возрасте от 30 до 50 лет работает больше 60 часов в неделю, не включая неучтённое время и рабочее общение, и в среднем на общение с семьёй у него остаётся не больше получаса в день.

## Реакция правительства
Японские суды отмечают ущерб для родственников в тех случаях, когда стресс или депрессия от переработки приводит к суициду. В таком случае иски о компенсации отклоняются Департаментом инспекции стандартов труда. Добровольные неоплачиваемые переработки относятся к главным причинам, вызывающим кароси.
С тех пор как в Японии получил распространение уникальный обычай «одновременного набора новых выпускников» (яп. 新卒一括採用 синсоцу иккацу сайё:), сложно найти новую постоянную работу, если человека уволили в среднем возрасте. Так что работники не могут отказаться от сверхурочной неоплачиваемой работы.
Правительство Японии начало признавать степень ответственности компаний в связи с переработкой их служащих и назначать компенсации в судебном порядке.

## Ответственность корпораций
Одной из мер, которые могут заставить корпорации следить за здоровьем сотрудников, является выплата компенсаций. 29 апреля 2008 года одна из японских компаний была обязана выплатить 200 миллионов иен (~2 млн $) сотруднику, находившемуся в коме в связи с кароси. Одна из наиболее известных своими переработками компания Toyota теперь ввела предел переработки в размере 360 часов в год и ввела в некоторых офисах рассылку, которая каждый час после 19 часов напоминает о том, что пора домой. Nissan Motor предлагает своим офисным сотрудникам возможность удалённой работы для возможности позаботиться о детях и престарелых родителях. Многие компании вводят дни без переработок, когда все сотрудники обязаны покинуть офис в 17:30, но так как рабочая нагрузка слишком большая, некоторые используют эти дни, чтобы поработать в одиночестве в тёмном офисе, или берут работу на дом.

## Китай
Основная статья: Система 996 рабочих часов
Система рабочих часов "996" (996 工作 制) — это график работы, который обычно используют некоторые компании в Китайской Народной Республике. Он получил свое название от требования, что сотрудники работают с 9:00 до 21:00 6 дней в неделю; то есть 72 часа в неделю. Ряд китайских интернет-компаний принял эту систему в качестве своего официального графика работы. Критики утверждают, что система 996 рабочих часов является вопиющим нарушением китайского законодательства.
Культура сверхурочной работы имеет давнюю историю в китайских ИТ-компаниях, где основное внимание, как правило, уделяется скорости и снижению затрат. Компании применяют целый ряд мер, таких как возмещение платы за такси для сотрудников, которые остаются работать в офисе до поздней ночи, чтобы стимулировать сверхурочную работу.
В Китае смерть от переутомления называется голаосы (кит. трад. 過勞死, упр. 过劳死), что, как сообщалось, в 2014 году стало проблемой в стране. В странах Восточной Азии, таких как Китай, многие бизнесмены работают много часов, а затем ещё тратят своё время на расширение своих сетей. Создание этих связей называется строительством Гуаньси. Связи являются важной частью китайского делового мира, и в разных частях Китая бизнесмены встречаются в чайханах, чтобы заключить сделку вне рабочей атмосферы. Для бизнесменов важно расширять свои Гуаньси, особенно с влиятельными чиновниками или крупными боссами.
Почти каждый вечер бизнесменам приходится тратить своё свободное время в ночных клубах, пить много алкоголя, чтобы продвинуться в деловом мире. Было показано, что такая работа может привести к проблемам со здоровьем в будущем. Например, бизнесмен по имени Пан обсуждал с Джоном Осбургом, антропологом, который написал «Тревожное богатство: деньги и нравственность среди новых богатых Китая», своё здоровье и необходимость продолжать работать. Г-н Пан, «самый большой босс в Чэнду», попал в больницу из-за «чрезмерного пьянства». Это случалось с ним и раньше. Г-н Пан сказал: «Я не могу остановиться или замедлиться. На меня работает много людей, чей заработок зависит от меня. У меня есть приблизительно пятьдесят сотрудников. Их средства к существованию зависит от моего успеха. Я должен продолжать это делать».

## Южная Корея
В Южной Корее термин квароса (과로사) также используется для обозначения смерти от переутомления. В Южной Корее одни из самых продолжительных рабочих часов в мире, даже больше, чем в Японии со средним значением 68 часов в неделю. Это заставляло многих работников испытывать стресс от своей работы, который сказывался как на их физическом, так и на психическом состоянии. Многие умирали и от переутомления, и эта проблема стала привлекать все большее внимание нации из-за того, что многие государственные служащие умирали от «квароса». Чтобы уменьшить количество проблем, вызванных переутомлением работников, правительство приняло закон, сокращающий рабочее время с 68 до 52 часов в неделю.